# Nyctinomops femorosaccus
Nyctinomops femorosaccus är en däggdjursart som först beskrevs av Clinton Hart Merriam 1889.  Nyctinomops femorosaccus ingår i släktet Nyctinomops och familjen veckläppade fladdermöss. IUCN kategoriserar arten globalt som livskraftig. Inga underarter finns listade i Catalogue of Life.

## Utseende
Arten når en genomsnittlig kroppslängd av 112 mm, inklusive en cirka 46 mm lång svans. Underarmarna är ungefär 46 mm långa och vikten varierar mellan 10 och 14 g. Ansiktet kännetecknas av läppar med många veck och av flera styva hår. De cirka 23 mm långa öronen är tjocka och liknar läder. De är på hjässan sammanlänkade med varandra. Arten har ett hudveck på undersidan av flygmembranen (uropatagium) som sträcker sig från lårbenet till mitten av skenbenet och som bildar en påse. Svansen är längre än flygmembranen mellan bakbenen och väl synlig. Hanar har körtlar på strupen och på bröstet. Tandformeln är I 1/2 C 1/1 P 2/2 M 3/3, alltså 30 tänder.

## Utbredning och habitat
Denna fladdermus förekommer i sydvästra USA och i nordvästra Mexiko. Den hittas i södra delar av Kalifornien, Arizona och New Mexico, i västra Texas samt söderut till den mexikanska delstaten Michoacán de Ocampo. Habitatet utgörs av halvöknar och andra torra landskap.

## Ekologi
Individerna vilar i grottor, i bergssprickor, i tunnlar och gruvor samt under byggnadernas tak. Där bildar de kolonier som vanligen har 50 till 60 medlemmar. Nyctinomops femorosaccus vilar på dagen och blir aktiv på kvällen eller kort efter solnedgången. Oftast störtar den från en upphöjd punkt 1,0 till 1,5 meter ner innan den använder vingarna. Arten jagar flygande insekter som nattfjärilar, skalbaggar, flygande myror, halvvingar och nätvingar. Bytena upphittas med hjälp av ekolokalisering. Fladdermusen jagas själv av olika rovfåglar.
Dräktigheten varar 70 till 90 dagar och sedan föder honor i juni eller juli en enda unge. Den väger vid födelsen 3 till 4g.